# James K. Baxter
James Keir Baxter (* 29. Juni 1926 in Dunedin; † 22. Oktober 1972 in Auckland) war ein neuseeländischer Schriftsteller, der zahlreiche Gedichtbände verfasste und durch die Beherrschung der Verskunst und auffällige Bildsprache zu einem der wichtigsten modernen Dichter Neuseelands wurde. Bedingt durch seinen eigenen Alkoholismus engagierte er sich für Drogenabhängige. Ende der 1960er Jahre versuchte er am Whanganui River in Jerusalem den Aufbau einer Kommune, die die ursprüngliche Werte der Māori erhalten wollte, die der dominierenden urbanen Pākehā-Gesellschaft des Landes verloren gegangen waren.

## Leben

### Familiäre Herkunft und Grundschulbildung

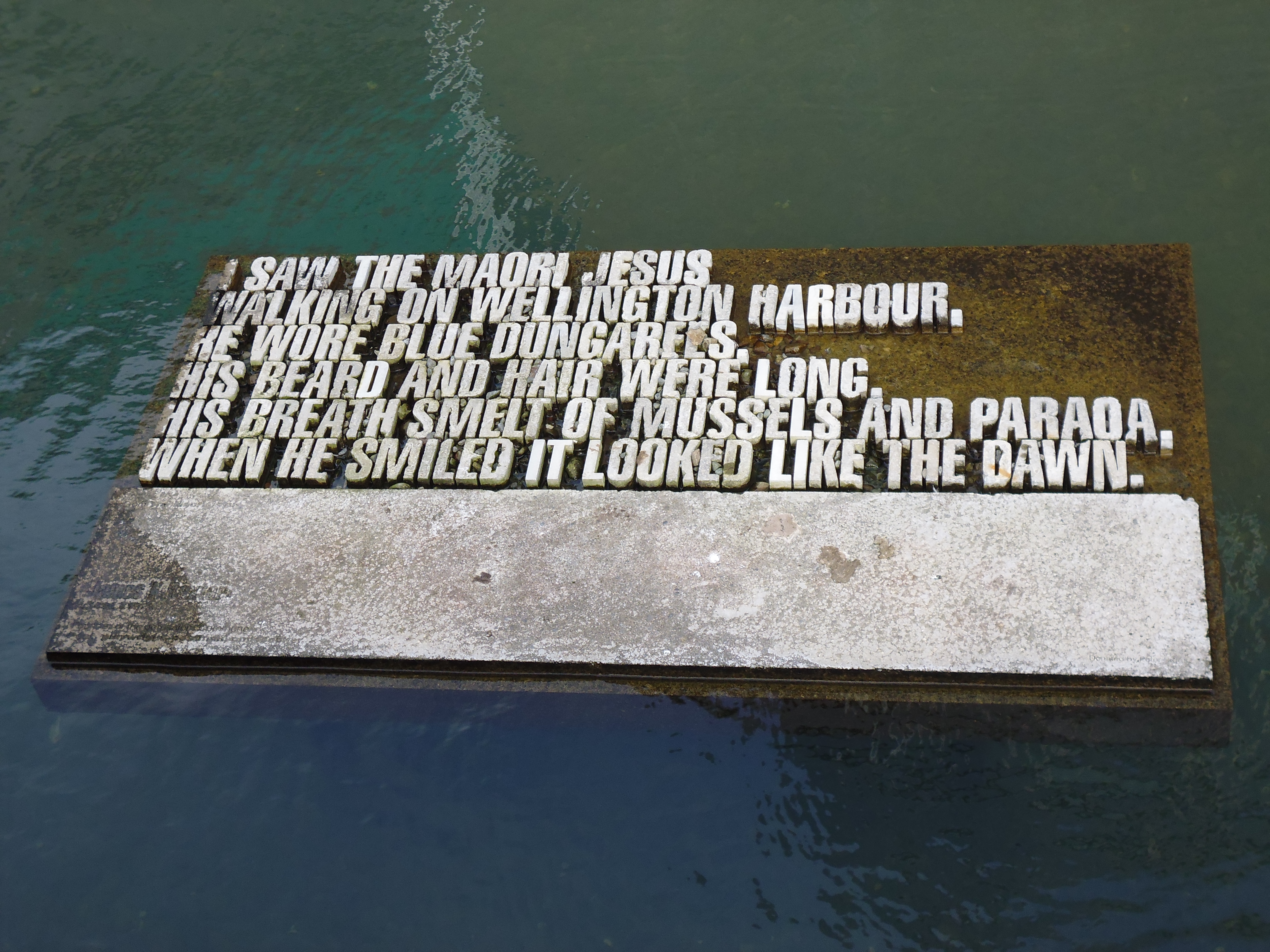
Auszug aus dem Gedicht Māori Jesus auf einem Betonblock

Baxter wurde als zweiter Sohn des Farmers, Schriftstellers und Pazifisten Archibald McColl Learmond Baxter (1881–1970) und dessen Ehefrau, der ebenfalls als Pazifistin aktiven Millicent Amiel Baxter Brown (1888–1984), geboren. Sein zweiter Vorname Keir bezog sich auf den britischen Politiker der Labour Party, Keir Hardie, und unterstrich damit die Verbindung seiner Eltern zur politischen Linke. Auch die unterschiedlichen Herkünfte seiner Eltern beeinflussten seine Entwicklung. Während sein Vater sich seine Bildung selbst aneignete und Nachfahre von Kleinbauern auch den Highlands von Schottland war, war seine Mutter die älteste Tochter des anerkannten Professors am Canterbury College, John Macmillan Brown, der sich schon frühzeitig für die Bildung von Frauen einsetzte. Sein Vater hatte im Ersten Weltkrieg den Kriegsdienst verweigert, wohingegen seine Mutter Sprachwissenschaften am Newnham College der University of Cambridge sowie an der Universität Halle studiert hatte. Zur Verärgerung ihres Vaters kam es zur Eheschließung mit Archibald Baxter.
Die ersten fünf Jahre seines Lebens verbrachte Baxter auf der Farm seiner Eltern in Kuri Bush, südlich des von Otago gelegenen Küstendorfs Brighton. 1931 verzog die Familie nach Brighton, wo er die örtliche Grundschule besuchte. Gleich am ersten Tag seines Schulbesuchs verbrannte er sich eine Hand an einem Ofen, ein Unfall, der zu einem Symbol seiner dauerhaften Abneigung gegen systematische Bildung wurde.

### Dichterische Anfänge, Sekundarschulbesuch und Reise nach England
Durch seinen Vater, den er später als „einen Dichter, den die Zeit betrog / Zu handeln“ (‚a poet whom the time betrayed / To action‘) würdigte, lernte er das Wissen und die Praxis von Lyrik und verfasste im Alter von sieben Jahren sein erstes Gedicht. Seine frühen Verse waren beeinflusst durch schottische Traditionen und englische Märchen und Gedichte, denen die Unmittelbarkeit der Landschaft und des Lebens in Neuseeland beigefügt wurden. Bereits im jungen Alter bemerkte er jedoch einen Unterschied zwischen der von seinem Großvater mütterlicherseits repräsentierten herrschenden sozialen Ordnung Neuseelands, und den „engmaschigen Otago-Stämmen von meines Vaters’ Familie“ (‚closely-knit Otago Tribes of my father’s family‘). Durch seine schottisch-gälischen Vorfahren entwickelte er eine Vorstellung von einem Stammesethos „von Nächstenliebe, Frieden, und einem Überleben, das mehr als Selbsterhaltung ist“ (‚of charity, peace, and a survival that is more than self-preservation‘) und identifizierte diese gleiche Konzept „wie es wie Radium in den Zellen meines Körpers“ (‚like radium in the cells of my body‘) brannte. Dieses Gespür für Unterschied gab ihm den Anstoß für sein schriftstellerisches Werk.
1936 verzog die Familie nach Wanganui, wo James und sein vier Jahre älterer Bruder Terrence die Quaker St John’s Hill School besuchten. 1937 unternahm die Familie eine Reise nach England, wo er und Terrence auf eine weitere Schule der Quäker in Sibford in Cotswolds gingen, die in jenen Jahren auch von der späteren australischen Schriftstellerin Elizabeth Jolley absolviert wurde. Ende 1938 kehrte die Familie nach Neuseeland zurück und ließ sich dort wieder in Brighton nieder. Er begann ab 1939 wieder die Quaker St John’s Hill School zu besuchen, diesmal als Internatsschüler, wobei er diesmal fühlte, dass er „keine Beziehung zu den Kameraden seiner Kindheit hatte und unsicher war, ob er Engländer oder ein Neuseeländer sei“ (‚out of touch with my childhood companions and uncertain whether I was an Englishman or a New Zealander‘). Er drückte diese Unsicherheit in seinen Gedichten aus, welche er in dieser Zeit in einer Rate von vier bis fünf pro Woche verfasste.

### Zeit des Zweiten Weltkrieges, Studium und erste dichterische Erfolge
Nachdem Baxter 1940 nach Brighton zurückgekehrt war, wechselte er als Schüler an die King’s High School nach Dunedin. Der aufkommende Zweite Weltkrieg war eine schwierige Zeit, da seine pazifistisch eingestellten Eltern der Spionage verdächtigt, er von seinen Mitschülern gemobbt und sein älterer Bruder wegen Kriegsdienstverweigerung verhaftet wurde. Seine Jugendjahre wurde somit zu einer einsamen Zeit für ihn, wenngleich er fühlte, dass seine Erfahrungen „eine Lücke schufen, in denen die Gedichte die Möglichkeit hatte, um zu wachsen“ (‚created a gap in which the poems were able to grow‘). Er verfasste zwischen 1942 und 1946 rund 600 Gedichte.
1944 begann er ein Studium an der University of Otago und beschrieb die nachfolgende Zeit als eine „lange, nicht erfolgreiche Liebesaffäre mit der höheren Bildung“ (‚long, unsuccessful love affair with the Higher Learning‘) und dass sein „beginnender Alkoholismus Flügel hätte wie ein Buschfeuer“ (‘incipient alcoholism took wings like a bush fire’). Tatsächlich widmete er sich weit mehr der Lyrik und wurde inspiriert von zeitgenössischen Dichtern wie W. H. Auden, Stephen Spender, Louis MacNeice und Cecil Day-Lewis.
Für sein Gedicht Convoys wurde er mit dem Macmillan Brown Prize ausgezeichnet und auch sein beim Verlag Caxton Press erschienener erster Gedichtband Beyond the palisade fand Anerkennung bei der Literaturkritik, wohingegen das als zweite Gedichtsammlung vorgesehene Cold Spring erst 1996 veröffentlicht wurde.

### Nachkriegsjahre, Alkoholismus und Eheschließung mit Jacqueline Sturm
Nach Kriegsende arbeitete Baxter zwischen 1945 und 1947 in Fabriken sowie auf Farmen und beschrieb diese Zeit in seinem postum erschienenen Roman Horse (1985). Sein Kampf mit seiner Alkoholsucht brachte ihm den Ruf als eine Art „wilder Mann“ ein und seine Trinkanfälle spielten möglicherweise eine Rolle beim Scheitern seiner ersten Liebesaffäre mit einer jungen Medizinstudentin. 1947 traf er Jacqueline Cecilia Sturm, die als eine der wenigen Angehörigen der Māori ein Studienplatz belegte.
Ende 1947 kehrte er nach Christchurch zurück, um an der University of Canterbury einerseits sein Studium wieder aufzunehmen, zum anderen aber auch einen durch Carl Gustav Jung inspirierten analytischen Psychologen aufzusuchen. Als ein Ergebnis aus diesen Gesprächen begann er damit, den Symbolismus Jungs in seiner poetischen Theorie und Praxis aufzunehmen. Er besuchte nur sporadisch die Vorlesungen und arbeitete in Gelegenheitsjobs wie zum Beispiel als Hausdiener in einem Sanatorium, als Manuskripthalter beim Verlag Christchurch Press sowie als Arbeiter in einem Kühlhaus.
Zu dieser Zeit begann er mit Dichtern wie Allen Curnow und Denis Glover zu verkehren und mit dem Lesen der Werke von Arthur Rimbaud, Dylan Thomas und Hart Crane. Die 1948 erfolgte Veröffentlichung des Gedichtbandes Blow, wind of fruitfulness bestätigte seinen Ruf als herausragender Dichter seiner Generation. Seit Ende der 1940er Jahre wuchs auch sein Interesse an Religion, was dazu führte, dass er sich im November 1948 durch die Taufe in die anglikanische Gemeinschaft aufnehmen ließ.
Einen Monat später heiratete Baxter am 9. Dezember 1948 in der Cathedral Church of St John the Evangelist in Napier gegen den Widerstand der Eltern Jacqueline Sturm. Nach der Eheschließung verzog das Paar nach Wellington, wo er im Schlachthof von Ngauranga arbeitete.

### Fortsetzung des Studiums und Lehrer
Ein Jahr später wurde 1949 die Tochter Hilary Baxter geboren und beide setzten ihre Studien fort, er in einem Studiengang zur Erlangung eines Bachelor of Arts, während sie ein postgraduales Studium zum Erwerb des Master of Arts im Fach Philosophie aufnahm. Des Weiteren erweiterte er den Kreis seiner literarischen Freunde und gehörte zu einer Gruppe von Autoren, zu denen auch W. H. Oliver, Alistair Campbell und Louis Johnson zählten.
Im Februar 1951 begann Baxter schließlich ein Studium an der Pädagogischen Hochschule Wellington (Wellington Teachers’s College) und hielt wenige Monate später im Mai 1951 auf einer Schriftsteller-Konferenz in Christchurch auch einen Vortrag über aktuelle Strömungen in der neuseeländischen Dichtung, der kurz darauf auch veröffentlicht wurde. Seine Kommentare inspirierten einen Kritiker dazu, ihn als „den tiefgründigsten Kritiker, den wir haben“ (‚the profoundest critic we have‘) zu beschreiben. 1952 kam sein Sohn John Baxter zur Welt. Darüber hinaus erschien eine Auswahl einiger seiner Gedichte in der Anthologie Poems Unpleasant.
Nach Abschluss des Teachers’s College im Dezember 1952 verbrachte Baxter das Jahr 1953 mit einem Vollzeitstudium am Victoria University College und veröffentlichte ferner mit The Fallen House seine dritte eigene Gedichtsammlung. 1954 nahm er eine Stellung als Hilfslehrer an der Epuni School in Lower Hutt an und verfasste als Erinnerung an seine dortige Lehrtätigkeit eine Reihe von Kindergedichten, die 1974 posthum unter dem Titel The Tree House erschienen. Darüber hinaus hielt er 1954 drei Vorlesungen über Lyrik am Victoria University College, die 1955 in einer Sammlung von Literaturkritiken mit dem Titel The Fire and the Anvil herausgegeben wurden. Einige Kritiker betrachteten diese als eine Vereinfachung von Problemen und dem Vertrauen auf Anekdoten.
Für den 1954 von Brian Brake inszenierten Kurzfilm Snows of Aorangi verfasste er mit diesem zusammen das Drehbuch.

### Beitritt zu den Anonymen Alkoholikern und erster internationaler Erfolg
Ende 1954 war Baxter den Anonymen Alkoholikern (AA) beigetreten, um seinen Alkoholismus durch Rehabilitationsmaßnahmen sowie den Besuch von Beratungskursen und Justizvollzugsanstalten zu bekämpfen. Der Kampf gegen seine Alkoholsucht war auch finanziell hart für seine Familie, ehe er durch eine Erbschaft 1955 ein Haus erhielt, in dem er mit seiner Familie leben konnte. Nachdem er im Frühjahr 1956 einen Bachelor of Arts (B.A.) erworben hatte, gab er seine Lehrtätigkeit an der Epuni School auf und wurde Autor und Herausgeber von schulischen Bekanntmachungen der Abteilung für schulische Veröffentlichungen beim Bildungsministerium.
Internationale Anerkennung fand Baxter als 1958 vom Verlag Oxford University Press (OUP) sein Gedichtband In Fires of no Return veröffentlicht wurde. Kritiker bezeichneten das Werk jedoch locker und schwach ausgewählt. Zum anderen hatte er seinen größten Erfolg 1958 mit dem Radiohörspiel Jack Winter’s Dream, das 1960 auch für eine Bühnenversion adaptiert sowie 1979 verfilmt wurde.

### Vorübergehende Trennung von seiner Ehefrau sowie Studienaufenthalt in Japan und Indien
Weniger erfolgreich verlief jedoch sein Privatleben. Nachdem er zum Erstaunen seiner Ehefrau zur römisch-katholischen Kirche konvertierte, trennte sich das Paar vorübergehend im Oktober 1957. Im Januar 1958 ließ er sich offiziell taufen.
Durch ein Stipendium der UNESCO begann er im September 1958 einen halbjährigen Studienaufenthalt in Japan sowie anschließend in Indien, wohin ihm seine Familie später folgte. Er war überwältigt von der dortigen Armut und betroffen durch die Erfahrung, Teil einer ethnischen Minderheit zu sein.
Nach seiner Rückkehr nach Neuseeland im Mai 1959 erkrankte er an Dysenterie. Die dortige Gesellschaft betrachtete er kritisch und schien in seinen Werken desillusioniert durch die entmenschlichenden Aspekte. Das Drama wurde zu einem Ventil dieser Kritik. The Wide Open Cage (1959) und andere darauf folgende Dramen erforschten Themen wie Schuld und Entfremdung in Beziehungen.
1960 war er in eine Kontroverse über Allen Curnows Anthologie The Penguin Book of New Zealand Verse. Sein Argument, dass Curnow den Zustand der neuseeländischen Lyrik durch eine Unterrepräsentierung jüngerer Dichter verfälschte, führte dazu, dass sich zwischen seinem früheren Favoriten Curnow und ihm eine Antipathie entwickelte. Sein beim Aufenthalt in Indien gewonnenes Gefühl für Verschiebung und Desorientierung war auch wesentlich für seine nächste Gedichtsammlung Howrah Bridge and other Poems, die 1961 erschien.

### Postbote und Robert Burns Fellowship
Im März 1963 gab Baxter seine Stellung in der Abteilung für schulische Veröffentlichungen beim Bildungsministerium auf und nahm stattdessen eine Tätigkeit als Postbote auf. In der Folgezeit schrieb er einige polemische Protest-Gedichte gegen den Vietnamkrieg, während des Poetry Magazine 1964 A Selection of Poetry. Seine nächste bedeutende Gedichtsammlung erschien jedoch 1966 unter dem Titel Pig Island Letters. Das in der Kritik gewürdigte Werk zeigte in seiner Sprache eine Direkt- und Klarheit, die nicht oft in seinen Arbeiten der 1950er Jahre zu finden war.
1966 verließ Baxter mit seiner Familie Wellington und verzog nach Dunedin, damit er dort zwischen 1966 und 1968 die Robert Burns Fellowship für kreatives Schreiben an der University of Otago wahrnehmen konnte. Während seiner dortigen Zeit setzte er seinen Protest gegen den Vietnamkrieg fort und genoss es, universitäre Beschränkungen gegenüber ebenfalls demonstrierenden Studenten in seinem Pamphlet A Small Ode on Mixed Flatting satirisch aufzuarbeiten. Daneben veröffentlichte er zahlreiche Gedichte und veröffentlichte 1967 mit The Lion Skin einen weiteren Sammelband. Daneben erschienen zwei Bücher mit literaturkritischen Arbeiten unter den Titeln Aspects of poetry in New Zealand und The Man on the Horse. Des Weiteren wurde eine Reihe seiner Theaterstücke durch den Regisseur Patric Carey aufgeführt.
Nach Beendigung der Robert Burns Fellowship beschäftigte das Katholische Bildungsbüro von Dunedin Baxter 1968, um katechetisches Material vorzubereiten und um an katholischen Schulen zu unterrichten. Seine Beiträge für die katholische Zeitschrift New Zealand Tablet erschienen 1969 in dem Sammelband The Flowering Cross. Andererseits wurde offenkundig, dass das Fellowship ihm Kraft genommen hatte. Erneut traten Probleme in der Ehe sowie Schwierigkeiten in der Beziehung zu seinen Kindern auf, verbunden mit einem Gefühl, sich in einer Falle der Häuslichkeit zu befinden. Weiterhin verbiss er sich in das Gefühl, dass bloße Wort impotent ohne Handlung waren.

### Engagement für Drogenabhängige in Grafton
Anfang April 1968 ließ ihn „eine kleinere Offenbarung“ (‚a minor revelation‘) an die am Whanganui River in Jerusalem gelegene Hiruharama-Missionsstation denken und beabsichtigte sich zu dieser kleinen Siedlung der Māori zu begeben, die von einer katholischen Kirche und einem Konvent umgeben war. Dort wollte er „den Kern einer Gemeinschaft gründen, in dem Menschen, sowohl Māori und Pākehā, versuchen könnten, ohne Geld oder Bücher zu Leben, um Gott anzubeten und auf dem Land zu arbeiten“ (‚form the nucleus of a community where the people, both Maori and pakeha, would try to live without money or books, worship God and work on the land‘). Nach der Rückkehr der Familie nach Wellington im Dezember 1968 verließ er das familiäre Heim, um seinen Glauben in die Praxis umzusetzen.
Obwohl sein endgültiges Ziel Jerusalem war, machte er einen Zwischenstopp in Grafton, einem Vorort von Auckland. Dort gründete er Ostern 1969 ein Beratungszentrum für Drogensüchtige. Zu dieser Zeit nahm er auch die Māori-Version seines Namens, Hemi, an und begann mit der Beratung und der Planung für die Gründung einer Organisation für anonyme Drogenabhängige. Sein Aussehen in dieser Zeit, barfuß, bärtig und schäbig gekleidet, riefen die Aufmerksamkeit sowohl von Medien als auch der Polizei hervor, die seine Motive und Moralität verdächtig fanden. Die Seite der Drogenabhängigen beschrieb er in der Geschichte Ballad of the junkies and the fuzz.

### Gescheiterte Kommunenbildung in Jerusalem, literarisches Spätwerk und Tod
1969 veröffentlichte Baxter mit The Rock Woman eine Sammlung von Gedichten der letzten 20 Jahre, wenngleich sein Hauptaugenmerk nicht mehr auf Lyrik lag. 1969 arbeitete er kurzzeitig als Reinigungskraft bei der Chelsea Sugar Refinery: Diesen Job hatte ihm der Dichter Hone Tuwhare besorgt. Nach drei Wochen wurde er entlassen und schrieb darauf sein satirisches Gedicht "Ballad of the Stonegut Sugar Works", das seine Unzufriedenheit mit den Arbeitsbedingungen ausdrückte. Baxters Eindruck von der Fabrik wurde jedoch nicht von allen Arbeitern geteilt. Trotz der harten Arbeit herrschte ein Gemeinschaftsgeist und das Unternehmen gewährte den Beschäftigten zahlreiche Vergünstigungen, darunter Darlehen zum Hausbau und Beschäftigungssicherheit. Daraus resultierte eine geringe Fluktuation. Oft arbeiteten ganze Generationen einer Familie in der Raffinerie.
Im August 1969 begab er sich schließlich nach Jerusalem, wo er im September eintraf. Dort versuchte er eine Gemeinschaft zu gründen, die spirituelle Aspekte des Gemeindelebens der Māori aufnahm, um Werte zu erhalten, die die vorherrschende städtische Pākehā-Gesellschaft verloren hatte. In der Praxis mangelte es der Kommune aber an Ordnung, da es ihm nicht gelang, die Anzahl der Bewohner oder das Verhalten zu regulieren. Die Presse stellte seine Aktivitäten als Sensation dar, während sich die Einheimischen zunehmend unwohl fühlten. Die dortigen Probleme wuchsen durch seine häufigen Abwesenheiten wegen des Besuchs seines sterbenden Vaters in Dunedin und der Durchführung von Vortragsreisen. Im Februar 1971 protestierte er mit jungen radikalen Māori anlässlich der Feierlichkeiten zum Waitangi Day, der seit 1840 nach der Unterzeichnung des Vertrages von Waitangi als Geburtsstunde des modernen Neuseelands gilt. Die erste Phase der Kommune endete im September 1971, als er nach Wellington zurückkehrte. Später hatte er den Wunsch wieder nach Jerusalem zurückzukehren. Dies wurde ihm und einer kleineren, kohäsiven Gruppe jedoch im Februar 1972 von den Landbesitzern verboten.
Baxters letzte Gedichtsammlungen Jerusalem Sonnets (1970) und Autumn Testament (1972) waren wieder gefälliger. Die Sprache der Gedichte war umgangssprachlich, ihre Struktur weniger formal als zuvor und ihr Ton unterhaltend. Sowohl die Gedichte als auch die Prosa in Jerusalem Daybook (1971) vermischten die Kleinigkeiten des täglichen Lebens in der Kommune mit einer hochpersönlichen Form von religiöser Meditation.
Im August 1972 war Baxter körperlich und emotional ausgetrocknet. Unfähig die Kommune in Jerusalem länger zu führen, suchte er Zuflucht in einer kleinen Kommune in Auckland. Am Abend des 22. Oktober 1972 verstarb er dort schließlich im Alter von 46 Jahren an einer arteriellen Thrombose. Sein Leichnam wurde von seiner Familie zurück nach Jerusalem gebracht, wo Hunderte von Menschen ein Tangihanga abhielten, die zeremonielle Trauerfeier der Māori. Nach einem Requiem wurde er schließlich am 25. Oktober 1972 auf Stammesland beigesetzt. Ein Jahr nach seinem Tod wurde ein Felsblock mit der Inschrift Hemi / James Keir Baxter / i whanau 1926 / i mate 1972 auf seinem Grab aufgestellt. Ihm zu Ehren ist der Baxter-Gletscher in der Antarktis benannt.

### Posthume Veröffentlichungen und literarische Wirkung
Nach seinem Tod erschienen neben zwei Büchern mit religiösen Schriften sowie mehrere Gedichtsammlungen, die bislang unveröffentlichte Gedichte enthielten. Des Weiteren erschienen seine Collected Poems 1980 sowie Collected Plays 1983.
Zu seiner erschienen Baxters Bewertungen und Beurteilungen der neuseeländischen Gesellschaft hart, entstanden aber stets aus der Perspektive von jemandem, der aber bestens mit den sozialen Prozessen vertraut war. Seine Kritik am nationalen Leben und seine letztliche Entscheidung aus dem Mainstream herauszutreten, schienen sich aus seiner vorherigen lebenslangen Beschäftigung mit Lyrik natürlich zu entwickeln. Allerdings war diese Beschäftigung in der Regel weder negativ noch verzweifelt. Vielmehr war es die mythologische Gesinnung, die seine Gedichte auf der Suche danach unterstrichen, den Einzelnen oder die Nation in einen weitergefassten Rahmen zu stellen, durch die Führung der Aufmerksamkeit in Richtung universeller Elemente menschlicher Erfahrung. Baxter, der nicht hinnehmbare Depersonalisation, Zentralisierung und Profanierung der urbanen Gesellschaft fand, konnte andererseits in den Herzen der Menschen stets Hoffnung finden.
2005 wurde er auf die Liste der New Zealand’s Top 100 History Makers auf Platz 38 gewählt.

## Veröffentlichungen

### Veröffentlichungen zu Lebzeiten
- Beyond the palisade, 1944
- The fallen house, 1953
- In fires of no return, 1958
- Howrah Bridge, 1961
- Pig Island letters, 1966
- A death song for Mr. Mouldybroke, 1967
- The lion skin, 1967
- The man on the horse, 1967
- The Globe Theatre, 1968
- A small ode on mixed flatting, 1968
- The rock woman, 1969
- Jerusalem sonnets, 1970
- Jerusalem blues 2, 1971
- The sore-footed man, 1971
- A walking stick for an old man, 1972
- Four God songs, 1972
- Letter to Peter Olds, 1972
- Six faces of love, 1972

### Posthume Veröffentlichungen
- Autumn testament, 1973
- Runes, 1973
- Thoughts about the Holy Spirit from a reading of the prison letters of Paul, 1973
- Two obscene poems, 1973
- The labyrinth, 1974
- The bone chanter, 1976
- The holy life and death of Concrete Grady, 1976
- Collected Poems, 1979
- Jack Winter’s dream, 1979
- Collected play, 1982
- The essential Baxte, 1993
- Selected poems of James K. Baxter, 2010

## Hintergrundliteratur
- J E. Weir: The poetry of James K. Baxter, 1970
- Vincent O’Sullivan: James K. Baxte, 1977, ISBN 0-19558-010-9
- Chambers Dictionary of World History, S. 123, 2002, ISBN 0-550-13000-4